# ماريو ساندوفال ألاركون
ماريو ساندوفال ألاركون هو سياسي غواتيمالي، ولد في 18 مايو 1923 في مدينة غواتيمالا في غواتيمالا، وتوفي بنفس المكان في 17 أبريل 2003. نشط حزبياً في National Liberation Movement (Guatemala) ‏.